# Old Town (Phil Lynott)
"Old Town" is een nummer van de Ierse muzikant Phil Lynott. Het nummer verscheen op zijn album The Philip Lynott Album uit 1982. In november dat jaar werd het nummer uitgebracht als de tweede en laatste single van het album.

## Achtergrond
"Old Town" is geschreven door Lynott en Jimmy Bain en geproduceerd door Lynott en Kit Woolven. Het nummer gaat over het einde van een liefde. De piano werd gespeeld door Darren Wharton, die samen met Lynott in de band Thin Lizzy heeft gezeten. De plaat werd geen grote hit.
Alleen in Nederland werd de plaat een radiohit en kwam tot de 6e positie in de Tipparade. de Nederlandse Top 40 werd niet bereikt. Wél bereikte de plaat een 46e positie in de Nationale Hitparade en piekte op een 40e positie in de TROS Top 50. In de Europese hitlijst, de TROS Europarade, werd géén notering behaald.
Desondanks groeide de plaat uit tot een van de grootste successen uit de solocarrière van Lynott. In de videoclip is Lynott te zien op de Ha'penny Bridge in Dublin en op een aantal andere locaties in de stad. In Nederland werd de videoclip destijds op televisie uitgezonden door de popprogramma's AVRO's Toppop en Countdown van Veronica.
"Old Town" is gecoverd door onder meer The Corrs tijdens hun optreden in het televisieprogramma MTV Unplugged, uitgebracht in 1999 op het album The Corrs Unplugged. In april 2000 werd deze versie uitgebracht als single onder de titel "Old Town (This Boy Is Cracking Up)", die in Nederland tot de 63e positie in de Mega Top 100 op Radio 3FM kwam. In 2005 werd het tevens als studio-opname uitgebracht op het album Home.

## Hitnoteringen

### Phil Lynott

#### NPO Radio 2 Top 2000
| Nummer met noteringen in de NPO Radio 2 Top 2000 | '03  | '04  | '05 | '06  | '07  | '08  | '09 | '10  | '11  | '12  | '13  | '14  | '15  | '16  | '17  |
| ------------------------------------------------ | ---- | ---- | --- | ---- | ---- | ---- | --- | ---- | ---- | ---- | ---- | ---- | ---- | ---- | ---- |
| Old Town                                         | 1160 | 1389 | 569 | 1011 | 1195 | 1086 | 982 | 1169 | 1313 | 1106 | 1187 | 1331 | 1363 | 1699 | 1759 |

1. ↑  Een vetgedrukt getal geeft de hoogste notering aan.
2. ↑  2003 was het eerste jaar met een notering voor dit nummer.
3. ↑  Deze tabel is bijgewerkt tot en met de laatste editie (2024).

### The Corrs

#### Mega Top 100
| Hitnotering: 06-05-2000 t/m 24-06-2000 | Hitnotering: 06-05-2000 t/m 24-06-2000 | Hitnotering: 06-05-2000 t/m 24-06-2000 | Hitnotering: 06-05-2000 t/m 24-06-2000 | Hitnotering: 06-05-2000 t/m 24-06-2000 | Hitnotering: 06-05-2000 t/m 24-06-2000 | Hitnotering: 06-05-2000 t/m 24-06-2000 | Hitnotering: 06-05-2000 t/m 24-06-2000 | Hitnotering: 06-05-2000 t/m 24-06-2000 | Hitnotering: 06-05-2000 t/m 24-06-2000 |
| Week                                   | 1                                      | 2                                      | 3                                      | 4                                      | 5                                      | 6                                      | 7                                      | 8                                      |                                        |
| -------------------------------------- | -------------------------------------- | -------------------------------------- | -------------------------------------- | -------------------------------------- | -------------------------------------- | -------------------------------------- | -------------------------------------- | -------------------------------------- | -------------------------------------- |
| Positie                                | 79                                     | 68                                     | 65                                     | 63                                     | 66                                     | 69                                     | 87                                     | 96                                     | uit                                    |